# 螺旋星系

螺旋星系典型的例子：風車星系（也稱為 M101 或 NGC 5457）

螺旋星系（Spiral galaxy）是星系的類型之一，但哈伯在1936年最初的描述是星雲的領域，並且列在哈伯序列，成為其中的一部分。多數的螺旋星系包含恆星的平坦、旋轉盤面，氣體和塵埃，和中央聚集高濃度恆星，稱為核球的核心。這些通常被許多恆星構成的黯淡暈包圍著，其中許多恆星聚集在球狀星團內。
螺旋星系是以它們從核心延伸到星盤的螺旋結構命名。螺旋臂是恆星正在形成的區域，並且因為是年輕、炙熱的OB星居住的區域，所以比周圍明亮。
大約三分之二的螺旋星系都有附加的，形狀像是棒子的結構，從中心的核球突出，並且螺旋臂從棒的末端開始延伸。棒旋星系相較於無棒的表兄弟的比率可能在宇宙的歷史中改變，80億年前大約只有10%有棒狀構造，25億年前大約是四分之一，直到目前在可觀測宇宙（哈伯體積）已經超過三分之二有棒狀構造。
在1970年代，雖然很難從地球在銀河系中的位置觀察到棒狀結構，但我們的银河系已經被證實為棒旋星系。在銀河中心的恆星形成棒狀結構，最令人信服的證據來自最近的幾個調查，包括史匹哲太空望遠鏡。
包含不规则星系在內，現今宇宙中的星系有大約60%是螺旋星系。它們大多是在低密度區域被發現，在星系團的中心則很罕見。

## 結構
螺旋星系包含五種截然不同的元件：

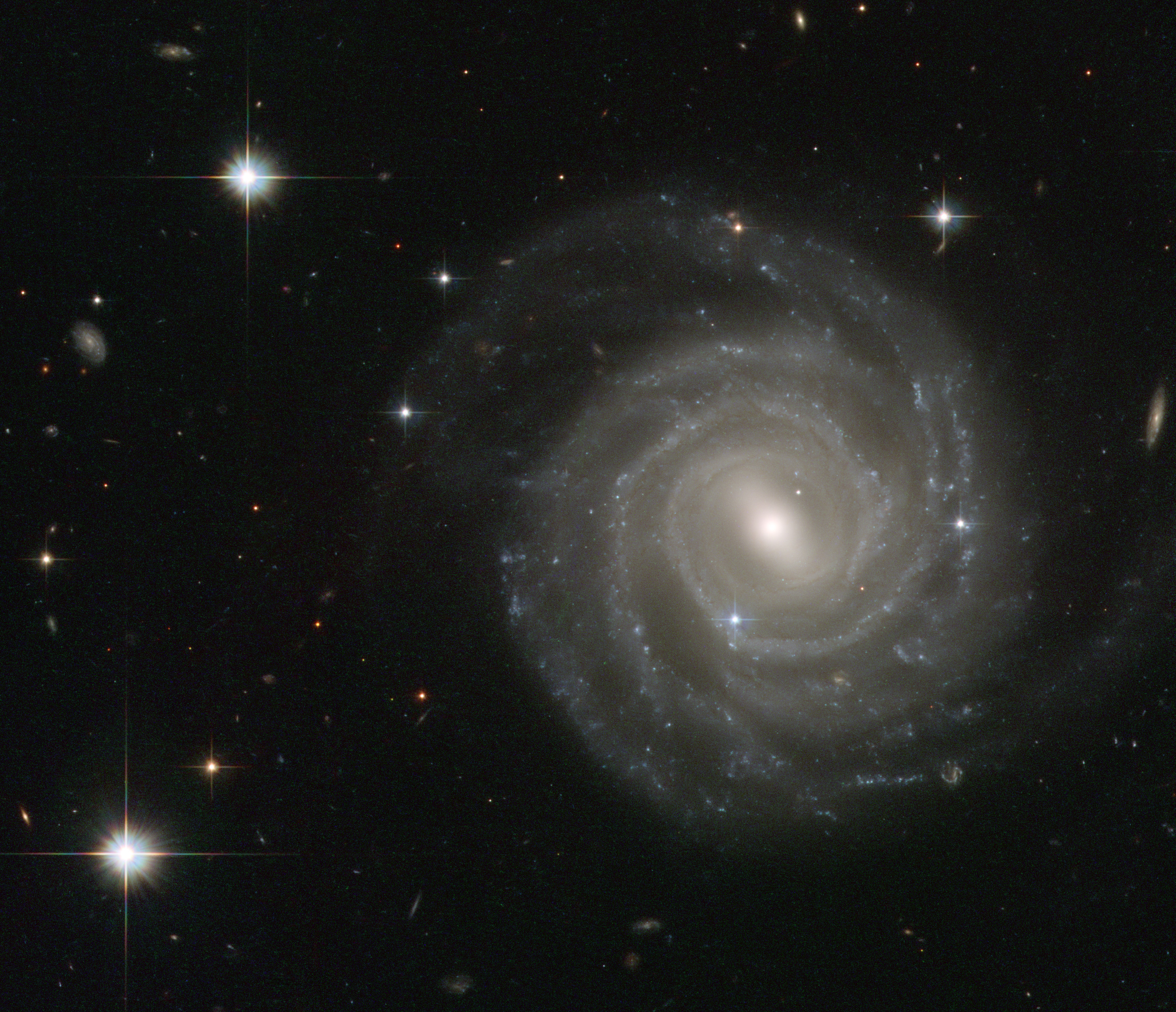
棒旋星系 UGC 12158。

- 平坦、由恆星（多數是新創造的）和星際介質組成的轉動盤面。
- 像橢圓星系，在中央由年老的恆星組成的核球。
- 由恆星組成，近似球形的暈，其中許多恆星在球狀星團內。
- 在核球內非常中心位置的超大質量黑洞。
- 近似球形的暗物質暈。

相對重要的是，就質量、亮度和大小，從一個星系到另一個星系都有不同的組成分的變化。

### 螺旋臂

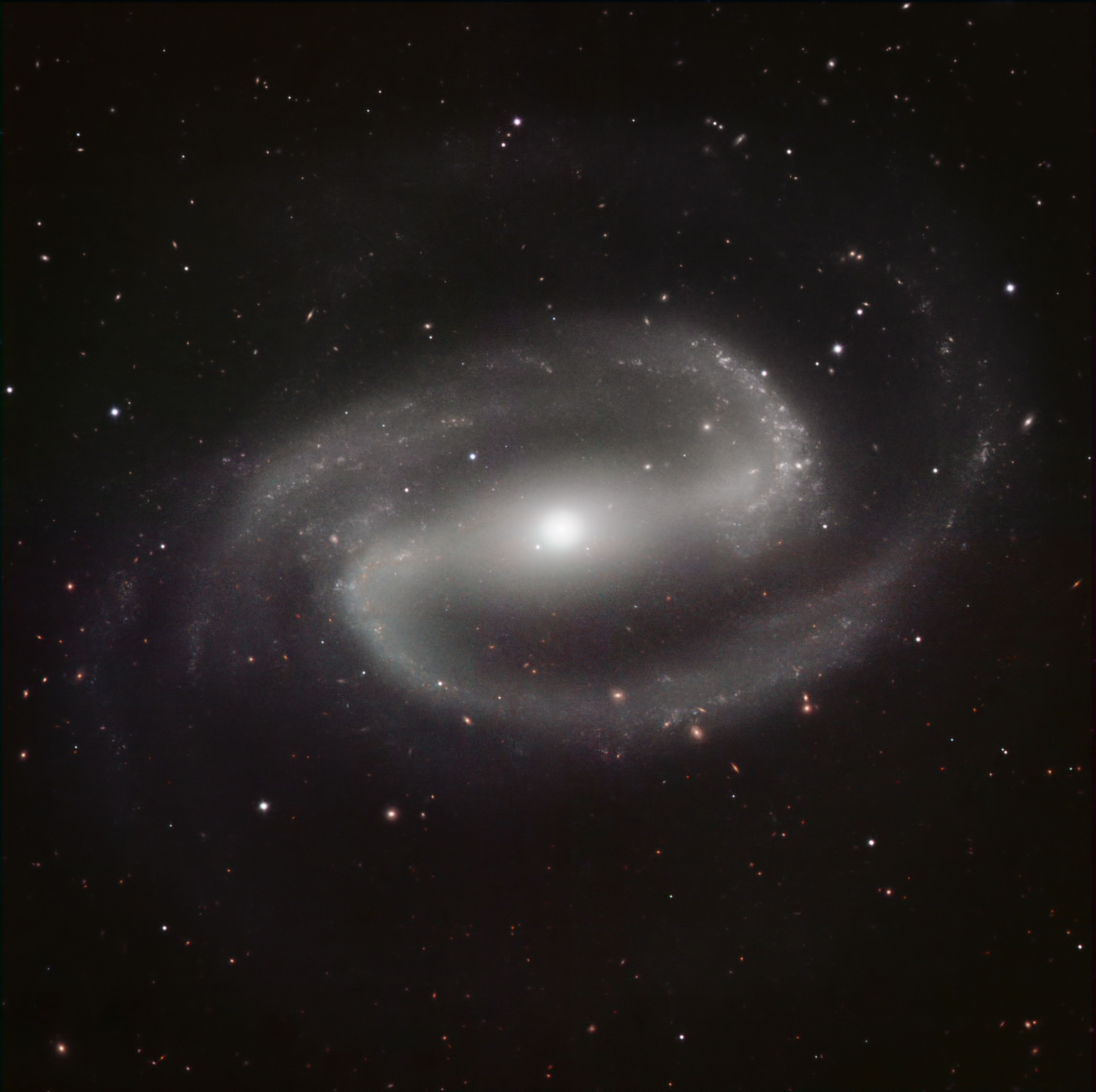
以紅外線觀察的NGC 1300。

螺旋臂是恆星從螺旋和棒旋星系從中心向外擴展的區域。這些長且薄的地區類似於螺旋，因此稱這種星系為螺旋星系。當然，不同的螺旋星系類型有獨特的螺旋臂結構。例如，Sc和SBc星系，有非常寬鬆的螺旋臂，而Sa和SBa的星系的螺旋臂則緊緊地包裹著（參考哈伯序列）。無論那種分類，螺旋臂都包含很多年輕的藍色恆星（由於高質量密度和高的恆星形成率），使螺旋臂非常明亮。

### 星系核球
核球是龐大、緊湊的一群恆星，通常是指在許多螺旋星系中央聚集的恆星結構。
使用哈伯分類，Sa星系的核球通常由那些古老、紅色、金屬量低的恆星組成。更進一步，Sa和SBa星系的核球往往都很大。相較之下，Sc和SBc星系的核球小得多，且是由較年輕的，藍色的恆星。一些核球具有和橢圓星系（縮小到較低的質量和亮度）相似的性質；其餘只是看起來有較高密度的盤面中心，性質類似於圓盤星系。
許多核球被認為是超大質量黑洞的宿主。這些黑洞都未曾被直接觀測到，但是有許多存在的間接證據。例如，在我們的銀河系，.被稱為人馬座A*的天體就被認為是一個黑洞。黑洞的質量和核球中恆星的離散速度之間有緊密的關聯性： M-sigma relation。

### 星系扁球體

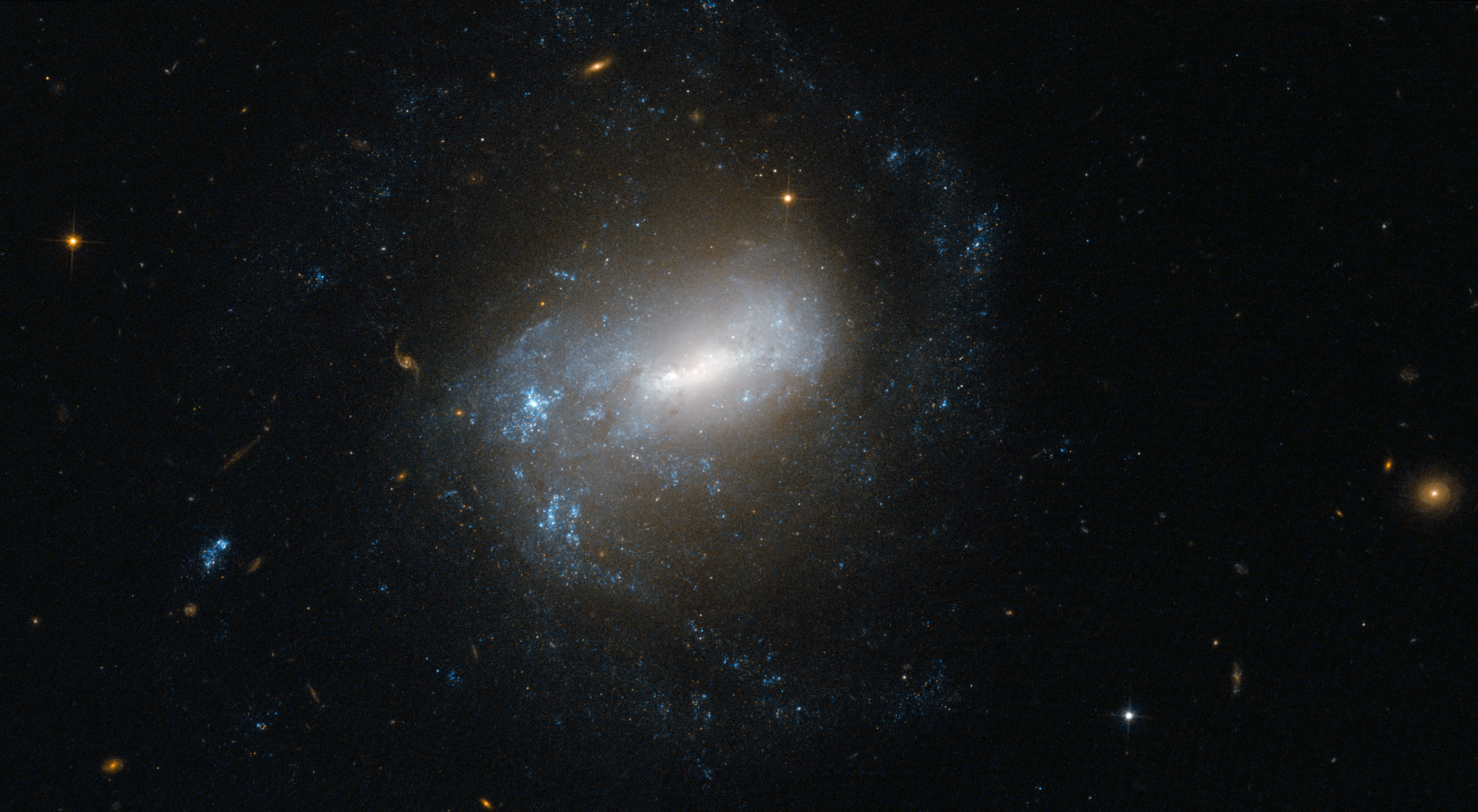
螺旋星系NGC 1345

螺旋星系中的大量恆星，要麼接近單一的平面（星系平面），要不或多或少的以傳統的圓軌道圍繞著星系的中心（星系核心），或者在一個環繞著星系核心的扁球體。
然而，有些恆星居住在扁球暈或星系扁球體，星系暈的一種。這些恆星的軌道行為是有爭議的，但是它們被描述為逆行或高度傾斜軌道，或著根本不在規則的軌道上運行。暈星可能來自陷入的小星系，它們進入螺旋星系並被吞噬。例如，人馬座矮橢球星系正與銀河系合併，觀測顯示銀河系的光暈從中獲得了一些恆星。

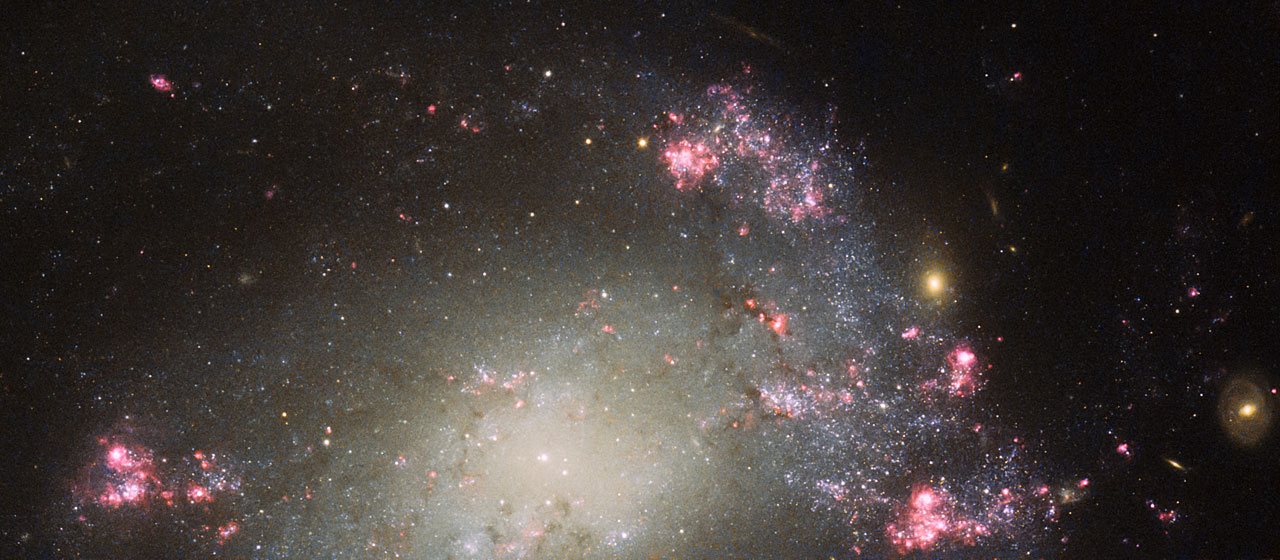
NGC 428是一個棒旋星系，位在鯨魚座的方向上，距離地球4,800萬光年。

不同於圓盤星系，暈中似乎有自由的塵埃。更進一步的比對，星系暈中的恆星是第二星族星，比在星系平面中的第一星族星表兄弟，老得多，金屬量也低（類似於在核球的部分）。星系暈也包含許多球狀星團。
暈星的運動不會經常有機會穿越過星系平面，但在接近太陽的附近有大量被認為屬於星系暈的紅矮星。例如，卡普坦星和葛羅姆布里吉1830。由於他們不規則的環繞著星系中心運動，當他們接近中心附近時，經常會展現出異常高的自行。
在2013年和2014年的論文中提出證據指出大約所有星系中的半數，實際上都有扁球體的平面結構。

### 最老的螺旋星系
在檔案上最古老的星系是BX442。他的年齡是110億歲，比之前發現的還要年長20億歲。研究人員認為該星系的形狀是受到同伴的矮星系引力影響造成的。基於這種假設的電腦模擬顯示，BX442的螺旋結構至少持續了大約1億年。

## 螺旋結構的起源

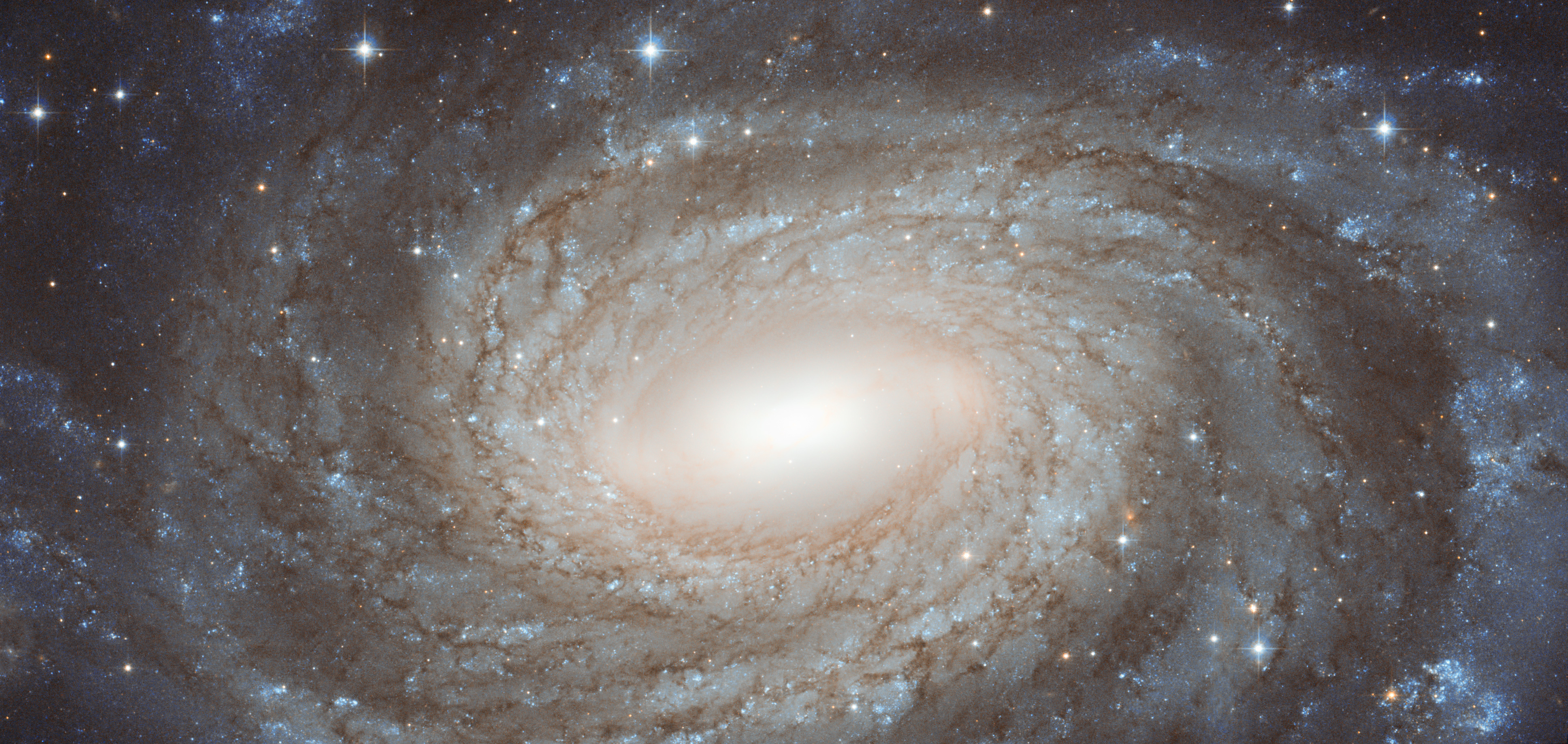
哈伯太空望遠鏡拍攝的NGC 6384。

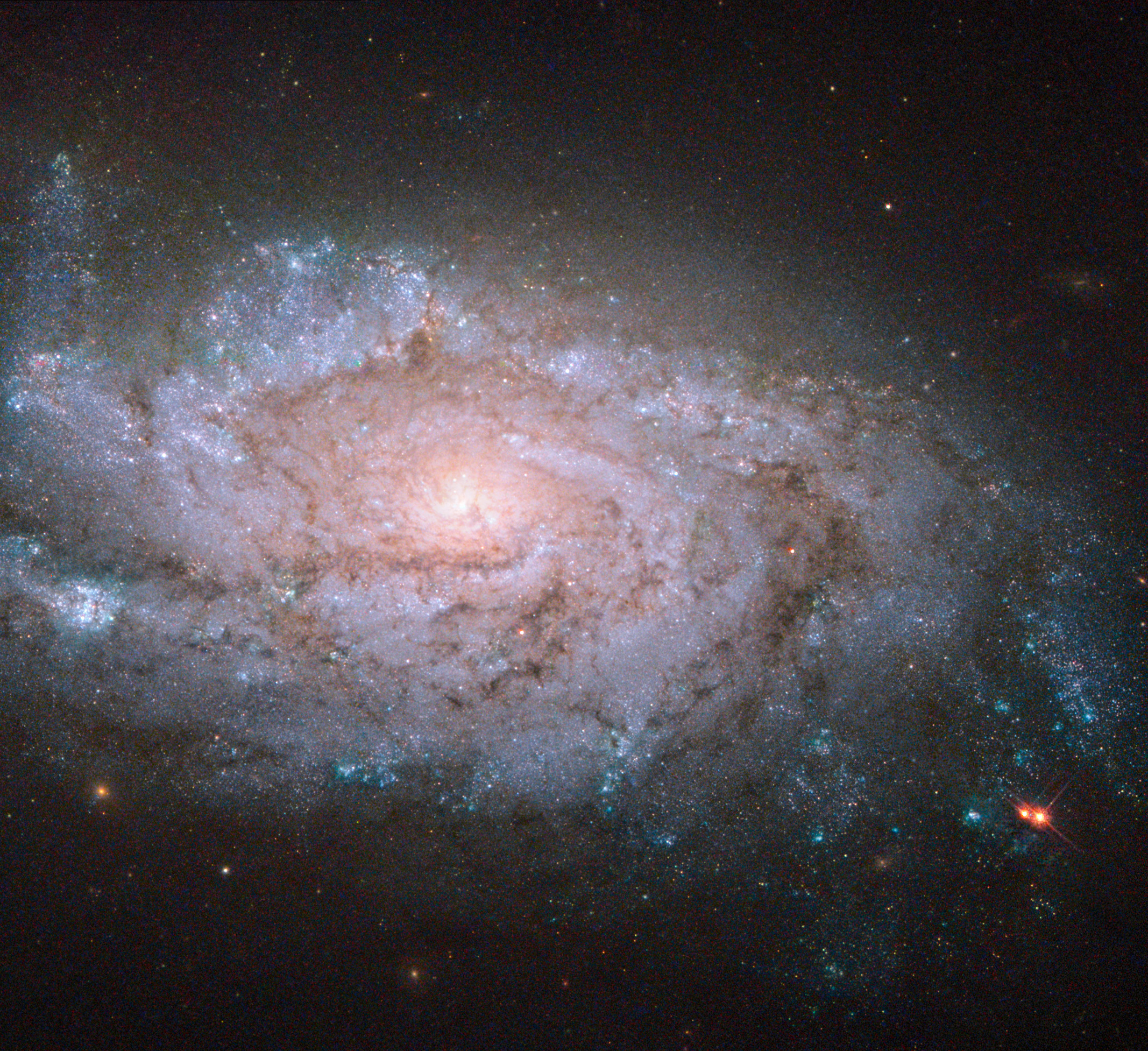
螺旋星系NGC 1084是五顆超新星的母星系 。

貝蒂爾·林德布拉德是1925年研究星系自轉和螺旋臂形成的先驅。他意識到由於星系盤面的角速度隨距離星系中心的距離而變（通過標準太陽系類型的引力模型），星星排列成永久不變的螺旋臂的想法是站不住腳的。當星系旋轉時，徑向的螺旋臂（像輻條）會迅速的彎曲。在星系自轉幾圈之後，螺旋臂就會越來越彎曲，並且緊密的纏繞在一起，這稱為纏繞困境。在1960年代晚期的測量顯示， 在螺旋臂中的恆星速度遠遠高於牛頓力學預期與銀河中心距離的速度，但仍不足以解釋螺旋結構的穩定性。 
自1960年代，有兩個主要的星系螺旋結構的假設模型： 
- 恆星的形成是由星系的密度波在盤面中引發的。
- SSPSF模型（英语：SSPSF model） – 恆星是由在星際介質的激震波造成的。

這些不同的假說不必互相排斥，因為不同類型的螺旋臂可能會需要不同的解釋。

### 密度波模型
貝蒂爾·林德布拉德提出螺旋臂存在的區域是密度（密度波）增強，恆星和氣體運動得比星系其它地區慢的區域。密度隨著氣體的進入而增加，受到擠壓而誕生新的恆星，其中一些是生命期較短的藍色恆星，使得螺旋臂較為明亮。

星系螺旋臂的解釋。

這種想法由林家翹和徐遐生在1964年發展成為密度波理論。

#### 林-徐理論的歷史
第一個被接受的螺旋臂結構理論是林家翹和徐遐生在1964年提出的，試圖解釋以不同速度迴繞著星系的氣體和恆星，在大尺度結構的螺旋狀排列只有小振幅波動的固定角速度。他們建議螺旋臂是旋轉的密度波表現：假設恆星的軌道是略呈橢圓形，而恆星軌道方向的相關變化，即橢圓方向的變化隨著與星系中心距離（從一個到另一個）的增加而平穩的變化，就像圖中所顯示的。很顯然的，橢圓軌道在某些區域靠在一起產生了螺旋的效果。恆星不會停留在我們現在看見的位置，但是在運行時會在它們的軌道位置上通過螺旋臂。

#### 密度波造成恆星形成
對於密度波造成恆星形成，存在如下的假設： 
- 氣體進入密度波，使得該處的質量密度增加。造成星雲坍縮（金斯不穩定性）的標準取決於密度，更高的密度使星雲坍塌成為恆星。
- 當壓縮波通過時，它會觸發恆星在螺旋臂的最前緣形成。
- 當星雲被螺旋臂掃掠過時，它們互相碰撞，並驅動激波穿過氣體，這反過來導致氣體坍縮成為恆星。

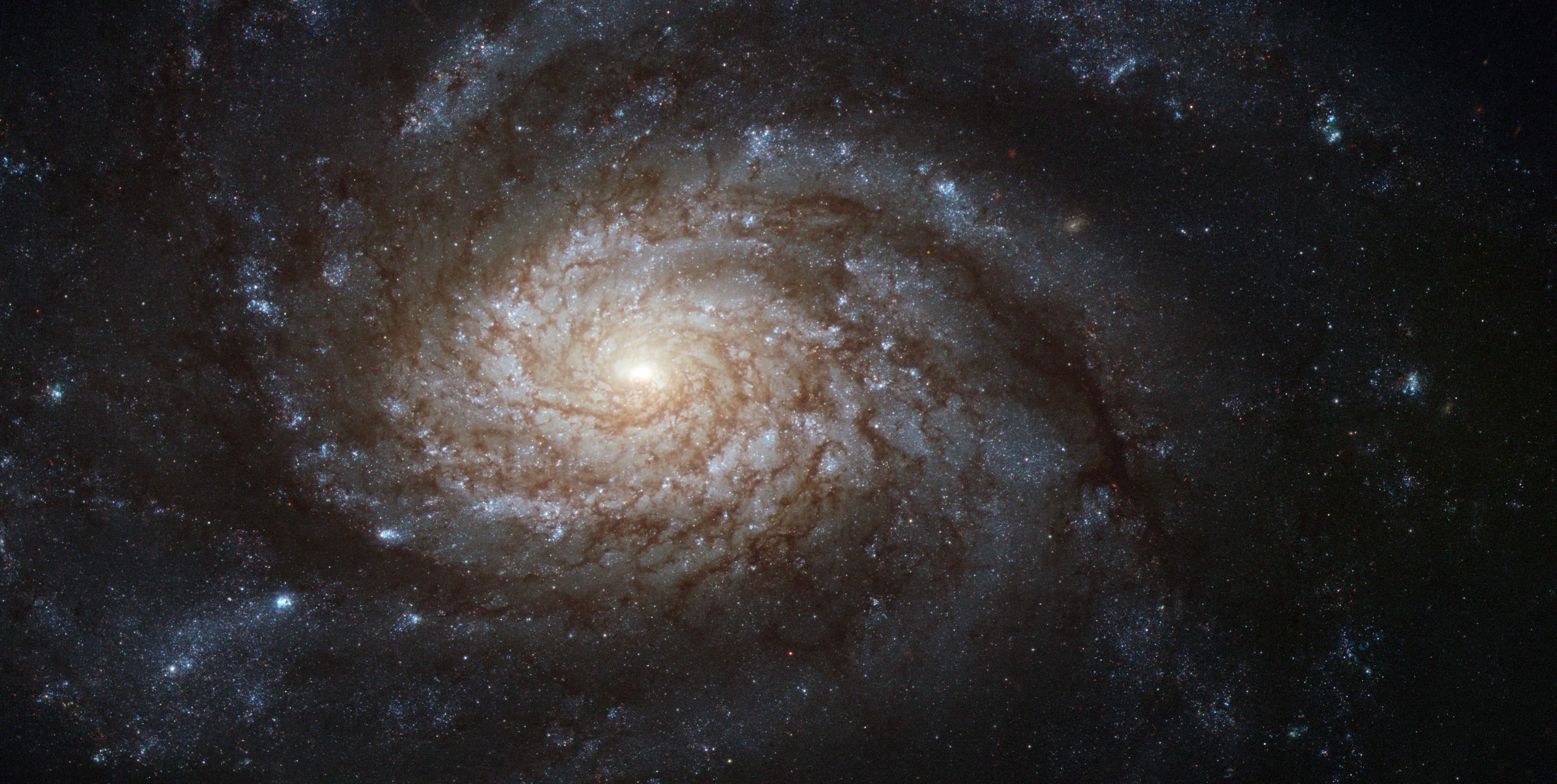
哈伯太空望遠鏡拍攝明亮的NGC 3810影像，清晰的演示經典的螺旋臂結構。圖片創建：ESA/HST和NASA。

### 在螺旋臂有更多年輕的恆星
因為有更多的年輕恆星（並且是大質量的明亮恆星），因此螺旋臂顯得特別明亮。這些質量大、明亮的恆星死亡的也快，這會在波後面的恆星分布留下黑暗的背景，因而使波可以被看見。
因此，恆星不會留在我們現在看見的位置，他們不會跟著波移動，恆星呈現的只是它們在運行軌道上的位置。

### 引力對齊軌道
查理斯·法蘭西斯和埃裡克·安德森顯示從對20,000顆本地恆星（300秒差距以內）之間的引力如何相對互動的觀察，這些恆星沿著螺旋臂運動，描述相互的引力如何導致軌道在對數螺線上對齊。當理論適用於氣體時，氣體雲之間的碰撞，生成分子雲，並在其中形成新恆星，並解釋朝向宏觀對稱雙螺旋的發展。

## 恆星在螺旋中的分布

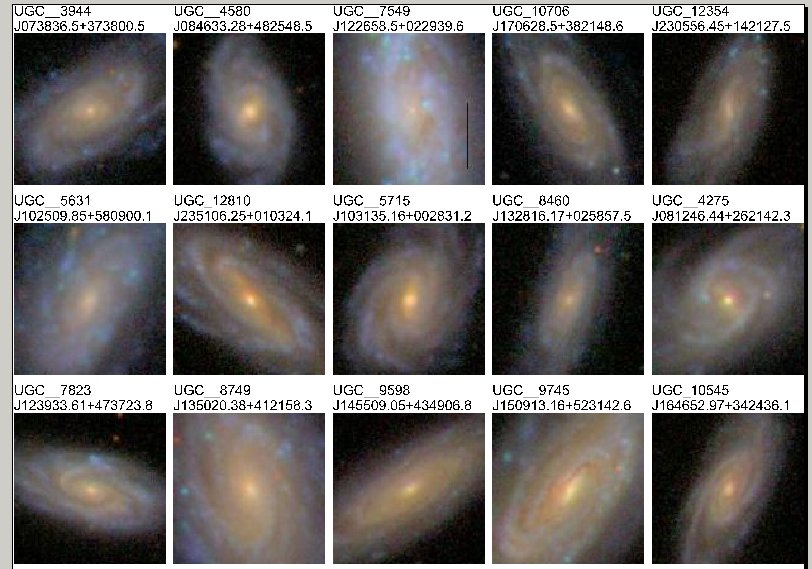
恆星在螺旋臂中相似的空間分布

螺旋狀排列的恆星分布於薄盤面表面的光度（弗裡曼，1970年）。
{\displaystyle I(r)=I_{0}e^{-r/R_{D}}}
with {\displaystyle R_{D}}是盤的長度尺度；{\displaystyle I_{0}}是中心值；它通常定義為：{\displaystyle R_{opt}=3.2R_{D}}作為恆星盤面的大小，其亮度是
{\displaystyle L_{tot}=2\pi I_{0}R_{D}^{2}}.
螺旋的光設定檔，在座標{\displaystyle r/R_{D}}，與星系的亮度無關。

## 螺旋星雲
「螺旋星雲」曾是用以描述可見的螺旋結構星系的術語，像是渦狀星系，是在理解這些物件存在於我們的銀河系外之前使用的。此類物件是獨立在銀河系之外的星系，或在我們的銀河系之內類似的星雲。這個問題是 威爾遜山天文台的哈羅·沙普利和利克天文台的希伯·柯蒂斯 1920年大辯論的主題。在1923年開始時，愛德溫·哈伯觀測了包括仙女座星雲在內的幾個星系的造父變星，證明它們事實上全都在我們的銀河系之外。「螺旋星雲」一詞便已經被放棄用以指代星系，但現今在中文語境中仍被用以指代NGC 7293。值得注意的是NGC 7293的英文別稱是「Helix Nebula」（旋螺星雲），而非「Spiral Nebula」（螺旋星雲）。

## 銀河系
銀河系一度被認為是普通的螺旋星系。天文學家在1990年代才開始懷疑它是棒旋星系，他們的懷疑在2005年由史匹哲太空望遠鏡的觀測證實，並且顯示銀河系中心的短棒比先前懷疑的更大。

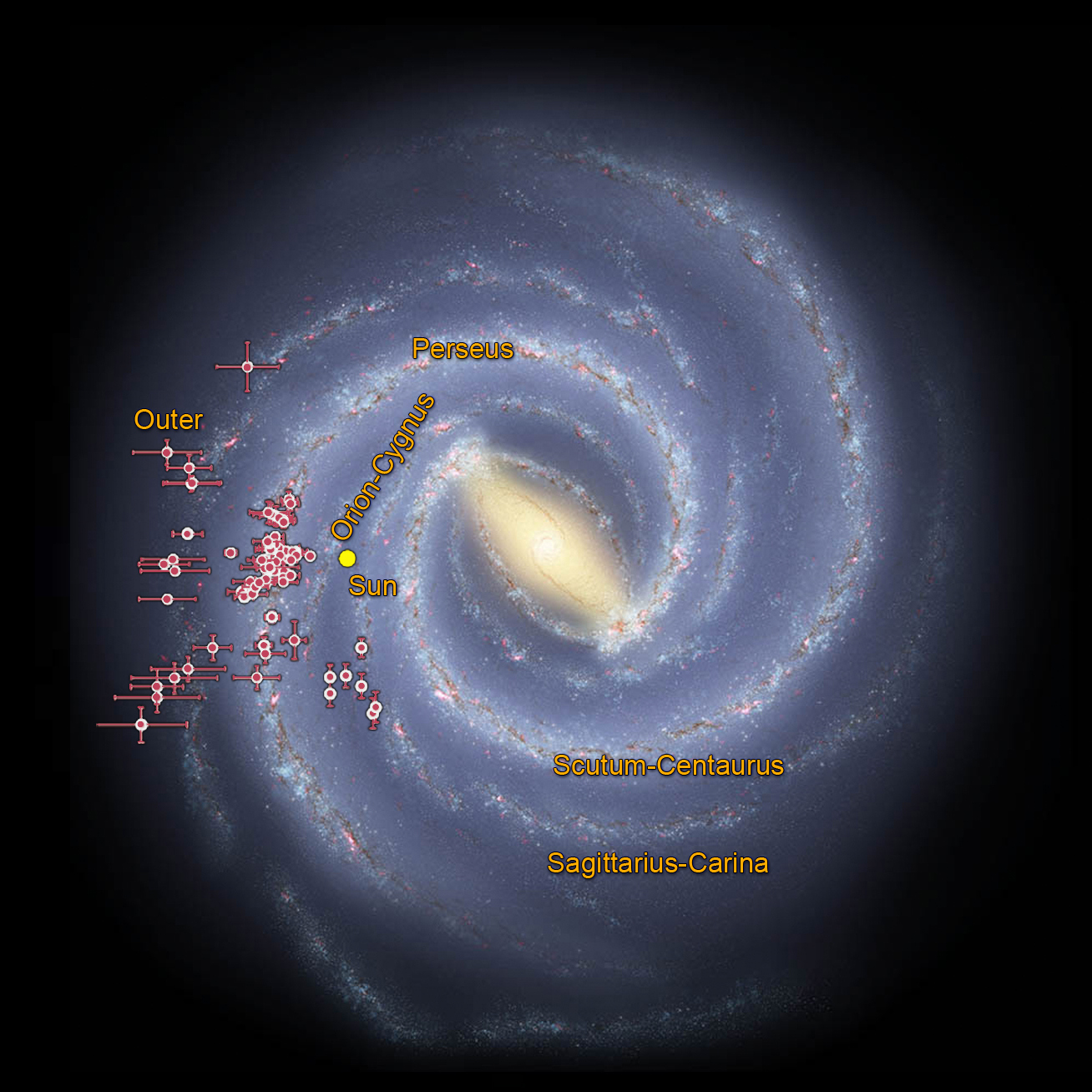
銀河系的螺旋臂 – 根據WISE的資料。

## 在實驗室產生的類似螺旋臂結構
當硫酸鉀置於燒杯中和水一起加熱，並受到控制形成漩渦時，晶體生成時形成多條類似螺旋臂的結構。

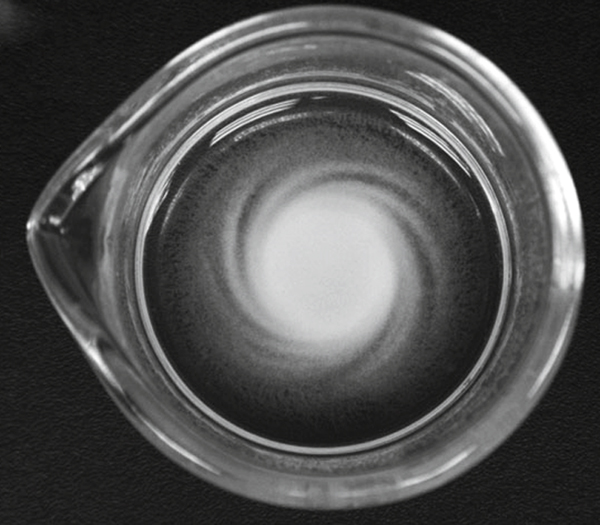
硫酸鉀溶液中形成一種螺旋結構。

## 著名的例子
- 仙女座星系
- 風車星系
- 向日葵星系
- 三角座星系
- 渦狀星系

## 外部連結
- Giudice, G.F.; Mollerach, S.; Roulet, E. . Physical Review D. 1994, 50 (4): 2406–2413. Bibcode:1994PhRvD..50.2406G. arXiv:astro-ph/9312047 . doi:10.1103/PhysRevD.50.2406.
- Stephens, Tim. . UC Santa Cruz. March 6, 2007  [24 May 2006]. （原始内容存档于2007年3月11日）.
- Spiral Galaxies @ SEDS Messier pages （页面存档备份，存于）
- SpiralZoom.com, an educational website about Spiral Galaxies and other spiral formations found in nature. For high school & general audience.
- Spiral Structure explained （页面存档备份，存于）
- GLIMPSE: the Galactic Legacy Infrared Mid-Plane Survey Extraordinaire （页面存档备份，存于）
- Merrifield, M. R. . Sixty Symbols. Brady Haran for the University of Nottingham.   [2017-07-31]. （原始内容存档于2021-02-26）.